# 61. Primetime Emmy-gála
A 61. Primetime Emmy-gála során a 2007 és 2008 között főműsoridőben bemutatott, amerikai televíziós programokat értékelték. A jelölteket az Academy of Television Arts & Sciences választotta ki. A Los Angeles-i Nokia Theatreben tartott ceremóniát a CBS tűzte műsorra 2009. szeptember 20-án. A műsor házigazdája Neil Patrick Harris volt. A jelöltek listáját 2009. július 16-án jelentették be. A gálát 13.3 millióan nézték, 1.1 millióval többen, mint az előző évit.

## Győztesek és jelöltek
A nyertesek félkövérrel jelölve.

### Műsorok
| Legjobb vígjátéksorozat | Legjobb drámasorozat |
| --- | --- |
| - A stúdió (NBC) - Törtetők (HBO) - Family Guy (Fox) - Slágermájerek (HBO) - Így jártam anyátokkal (CBS) - Office (NBC) - Nancy ül a fűben (Showtime)                                         | - Mad Men – Reklámőrültek (AMC) - Hármastársak (HBO) - Breaking Bad – Totál szívás (AMC) - A hatalom hálójában (FX) - Dexter (Showtime) - Doktor House (Fox) - Lost – Eltűntek (ABC) |
| Legjobb tévéfilm | Legjobb minisorozat |
| - Két nő - egy ház (HBO) - Coco Chanel (Lifetime) - Churchill háborúja (HBO) - Imák Bobbyért (Lifetime) - A lélek útja (HBO)                                                                  | - Kis Dorrit (PBS) - Gyilkos megszállás (HBO) |
| Legjobb varieté szkeccssorozat | Legjobb vetélkedő |
| - The Daily Show with Jon Stewart (Comedy Central) - The Colbert Report (Comedy Central) - Late Show with David Letterman (CBS) - Real Time with Bill Maher (HBO) - Saturday Night Live (NBC) | - Versenyfutás a világ körül (CBS) - American Idol (Fox) - Dancing with the Stars (ABC) - Leendő divatdiktátorok (Bravo) - Szakácsok gyöngye (Bravo)                                 |

### Színészek

#### Főszereplők
| Legjobb férfi főszereplő (vígjátéksorozat) | Legjobb női főszereplő (vígjátéksorozat) |
| --- | --- |
| - Alec Baldwin – A stúdió (Jack Donaghy) (NBC) - Steve Carell – Office (Michael Scott) (NBC) - Jemaine Clement – Slágermájerek (Jemaine) (HBO) - Jim Parsons – Agymenők (Sheldon Cooper) (CBS) (Epizód: “A rivális”) - Tony Shalhoub – Monk – A flúgos nyomozó (Adrian Monk) (USA) - Charlie Sheen – Két pasi – meg egy kicsi (Charlie Harper) (CBS)                                          | - Toni Collette – Tara alteregói (Tara Gregson) (Showtime) - Christina Applegate – Nem ér a nevem (Samantha Newly) (ABC) - Tina Fey – A stúdió (Liz Lemon) (NBC) - Julia Louis-Dreyfus – Christine kalandjai (Christine Campbell) (CBS) - Mary-Louise Parker – Nancy ül a fűben (Nancy Botwin) (Showtime) - Sarah Silverman – The Sarah Silverman Program (Önmaga) (Comedy Central) |
| Legjobb férfi főszereplő (drámasorozat) | Legjobb női főszereplő (drámasorozat) |
| - Bryan Cranston – Breaking Bad – Totál szívás (Walter White) (AMC) - Simon Baker – A mentalista (Patrick Jane) (CBS) - Gabriel Byrne – In Treatment (Dr. Paul Weston) (HBO) - Michael C. Hall – Dexter (Dexter Morgan) (Showtime) - Jon Hamm – Mad Men – Reklámőrültek (Don Draper) (AMC) - Hugh Laurie – Doktor House (Gregory House) (Fox)                                                 | - Glenn Close – A hatalom hálójában (Patty Hewes) (FX) - Sally Field – Testvérek (Nora Walker) (ABC) - Mariska Hargitay – Esküdt ellenségek: Különleges ügyosztály (Olivia Benson) (NBC) - Holly Hunter – Saving Grace (Grace Hanadarko) (TNT) - Elisabeth Moss – Mad Men – Reklámőrültek (Peggy Olson) (AMC) - Kyra Sedgwick – A főnök (Brenda Leigh Johnson) (TNT)                |
| Legjobb férfi főszereplő (minisorozat, antológiasorozat vagy tévéfilm) | Legjobb női főszereplő (minisorozat, antológiasorozat vagy tévéfilm) |
| - Brendan Gleeson – Churchill háborúja (Sir Winston Churchill) (HBO) - Kevin Bacon – A lélek útja (Michael Strobl) (HBO) - Kenneth Branagh – Wallander (Kurt Wallander) (PBS) - Kevin Kline – Great Performances: Cyrano de Bergerac (Cyrano de Bergerac) (PBS) - Ian McKellen – Great Performances: King Lear (Lear király) (PBS) - Kiefer Sutherland – 24 – A szabadulás (Jack Bauer) (Fox) | - Jessica Lange – Két nő - egy ház (Edith "Big Edie" Beale) (HBO) - Drew Barrymore – Két nő - egy ház (Edith "Little Edie" Beale) (HBO) - Shirley MacLaine – Coco Chanel (Gabrielle "Coco" Chanel) (Lifetime) - Sigourney Weaver – Imák Bobbyért (Mary Griffith) (Lifetime) - Chandra Wilson – Accidental Friendship (Yvonne Caldwell) (Hallmark Channel)                           |

#### Mellékszereplők
| Legjobb férfi mellékszereplő (vígjátéksorozat) | Legjobb női mellékszereplő (vígjátéksorozat) |
| --- | --- |
| - Jon Cryer – Két pasi – meg egy kicsi (Dr. Alan Harper) (CBS) - Kevin Dillon – Törtetők (Johnny "Drama" Chase) (HBO) - Neil Patrick Harris – Így jártam anyátokkal (Barney Stinson) (CBS) - Jack McBrayer – A stúdió (Kenneth Parcell) (NBC) - Tracy Morgan – A stúdió (Tracy Jordan) (NBC) - Rainn Wilson – Office (Dwight Schrute) (NBC)                                                                  | - Kristin Chenoweth – Halottnak a csók (Olive Snook) (ABC) - Jane Krakowski – A stúdió (Jenna Maroney) (NBC) - Elizabeth Perkins – Nancy ül a fűben (Celia Hodes) (Showtime) - Amy Poehler – Saturday Night Live (További szereplők) (NBC) - Kristen Wiig – Saturday Night Live (További szereplők) (NBC) - Vanessa L. Williams – Ki ez a lány? (Wilhelmina Slater) (ABC) |
| Legjobb férfi mellékszereplő (drámasorozat) | Legjobb női mellékszereplő (drámasorozat) |
| - Michael Emerson – Lost – Eltűntek (Benjamin Linus) (ABC) - Christian Clemenson – Boston Legal – Jogi játszmák (Jerry Espenson) (ABC) - William Hurt – A hatalom hálójában (Daniel Purcell) (FX) - Aaron Paul – Breaking Bad – Totál szívás (Jesse Pinkman) (AMC) - William Shatner – Boston Legal – Jogi játszmák (Denny Crane) (ABC) - John Slattery – Mad Men – Reklámőrültek (Roger Sterling Jr.) (AMC) | - Cherry Jones – 24 (Allison Taylor) (Fox) - Rose Byrne – A hatalom hálójában (Ellen Parsons) (FX) - Hope Davis – In Treatment (Mia Nesky) (HBO) - Sandra Oh – A Grace klinika (Dr. Cristina Yang) (ABC) - Dianne Wiest – In Treatment (Dr. Gina Toll) (HBO) - Chandra Wilson – A Grace klinika (Dr. Miranda Bailey) (ABC)                                                |
| Legjobb férfi mellékszereplő (minisorozat, antológiasorozat vagy tévéfilm) | Legjobb női mellékszereplő (minisorozat, antológiasorozat vagy tévéfilm) |
| - Ken Howard – Két nő - egy ház (Phelan Beale) (HBO) - Len Cariou – Churchill háborúja (Franklin D. Roosevelt) (HBO) - Tom Courtenay – Kis Dorrit (William Dorrit) (PBS) - Bob Newhart – A titkok könyvtára 3. – A Júdás-kehely átka (Judson) (TNT) - Andy Serkis – Kis Dorrit (Rigaud / Blandois) (PBS) | - Sohre Ágdáslu – A Szaddám klán (Sajida Talfah) (HBO) - Marcia Gay Harden – The Courageous Heart of Irena Sendler (Janina Krzyżanowska) (CBS) - Janet McTeer – Churchill háborúja (Clementine Churchill) (HBO) - Jeanne Tripplehorn – Két nő - egy ház (Jacqueline "Jackie" Onassis) (HBO) - Cicely Tyson – Relative Stranger (Pearl) (Hallmark Channel)                 |

### Műsorvezetők
| Legjobb műsorvezető |
| --- |
| - Jeff Probst – Survivor (CBS) - Tom Bergeron – Dancing with the Stars (ABC) - Phil Keoghan – Versenyfutás a világ körül (CBS) - Heidi Klum – Leendő divatdiktátorok (Bravo) - Padma Lakshmi, Tom Colicchio – Szakácsok gyöngye (Bravo) - Ryan Seacrest – American Idol (Fox) |

### Zene
| Legjobb eredeti zene és szöveg |
| --- |
| - 81. Oscar-gála: "Hugh Jackman nyitószáma" – William Ross, John Kimbrough, Dan Harmon, Rob Schrab, Ben Schwartz (ABC) - 2008-as ESPY-gála: "I Love Sports" – Katreese Barnes, Justin Timberlake, Steve Higgins, Alex Baze, Rachel Hamilton, Kevin Miller, Jonathan Drubner, Dave Drabik (ESPN) - A Colbert Christmas: The Greatest Gift of All: "Much Worse Things" – Adam Schlesinger, David Javerbaum (Comedy Central) - Slágermájerek: "Carol Brown" (Epizód: "Unnatural Love") – James Bobin, Bret McKenzie, Jemaine Clement (HBO) - A Muppets Christmas: Letters to Santa: "I Wish I Could Be Santa Claus" – Paul Williams (NBC) - Saturday Night Live: "Motherlover" (Epizód: "Házigazda: Justin Timberlake") – Asa Taccone, Drew Campbell, Akiva Schaffer, Jorma Taccone, Andy Samberg, Justin Timberlake (NBC) |

### Rendezők
| Legjobb rendező (vígjátéksorozat) | Legjobb rendező (drámasorozat) |
| --- | --- |
| - Office (Epizód: "Stresszlevezetés") – Jeffrey Blitz (NBC) - A stúdió (Epizód: "Apollo, Apollo") – Millicent Shelton (NBC) - A stúdió (Epizód: "Generalissimo") – Todd Holland (NBC) - A stúdió (Epizód: "Reunion") – Beth McCarthy-Miller (NBC) - Törtetők (Epizód: "Tree Trippers") – Julian Farino (HBO) - Slágermájerek (Epizód: "The Tough Brets") – James Bobin (HBO)                                                                            | - Vészhelyzet (Epizód: "A búcsú ideje") – Rod Holcomb (NBC) - Csillagközi romboló (Epizód: "Daybreak, Part 2") – Michael Rymer (SyFy) - Boston Legal – Jogi játszmák (Epizód: "Made in China" / "Utolsó felvonás") – Bill D'Elia (ABC) - A hatalom hálójában (Epizód: "Bizalom") – Todd A. Kessler (FX) - Mad Men – Reklámőrültek (Epizód: "A kéjutazás") – Phil Abraham (AMC) |
| Legjobb rendező (varietésorozat) | Legjobb rendező (minisorozat, antológiasorozat vagy tévéfilm) |
| - American Idol (Epizód: "833. show (A döntő)") – Bruce Gowers (Fox) - The Colbert Report (Epizód: "4159") – Jim Hoskinson (Comedy Central) - The Daily Show with Jon Stewart (Epizód: "13107") – Chuck O'Neil (Comedy Central) - Late Show with David Letterman (Epizód: "2932") – Jerry Foley (CBS) - Real Time with Bill Maher (Epizód: "705") – Hal Grant (HBO) - Saturday Night Live (Epizód: "Házigazda: Justin Timberlake") – Don Roy King (NBC) | - Kis Dorrit – Dearbhla Walsh (PBS) - Gyilkos megszállás (Epizód: "Szabadság hadművelet") – Susanna White (HBO) - Két nő - egy ház – Michael Sucsy (HBO) - Churchill háborúja – Thaddeus O'Sullivan (HBO) - A lélek útja – Ross Katz (HBO) - Wallander – Philip Martin (PBS)                                                                                                   |

### Forgatókönyvírók
| Legjobb forgatókönyv (vígjátéksorozat) | Legjobb forgatókönyv (drámasorozat) |
| --- | --- |
| - A stúdió (Epizód: "Reunion") – Matt Hubbard (NBC) - A stúdió (Epizód: "Apollo, Apollo") – Robert Carlock (NBC) - A stúdió (Epizód: "Kidney Now]") – Jack Burditt, Robert Carlock (NBC) - A stúdió (Epizód: "Mamma Mia") – Ron Weiner (NBC) - Slágermájerek (Epizód: "Prime Minister") – James Bobin, Jemaine Clement, Bret McKenzie (HBO) | - Mad Men – Reklámőrültek (Epizód: "Gondolatok vészhelyzetben") – Kater Gordon, Matthew Weiner (AMC) - Lost – Eltűntek (Epizód: "Az incidens") – Carlton Cuse, Damon Lindelof (ABC) - Mad Men – Reklámőrültek (Epizód: "Egy emlékezetes éjszaka") – Robin Veith, Matthew Weiner (AMC) - Mad Men – Reklámőrültek (Epizód: "A kéjutazás") – Matthew Weiner (AMC) - Mad Men – Reklámőrültek (Epizód: "6 hónap szünet") – Andre Jacquemetton, Maria Jacquemetton, Matthew Weiner (AMC) |
| Legjobb forgatókönyv (varietésorozat) | Legjobb forgatókönyv (minisorozat vagy tévéfilm) |
| - The Daily Show with Jon Stewart (Comedy Central) - The Colbert Report (Comedy Central) - Late Night with Conan O'Brien (NBC) - Late Show with David Letterman (CBS) - Saturday Night Live (NBC) | - Kis Dorrit – Andrew Davies (PBS) - Gyilkos megszállás (Epizód: "Szabadság hadművelet") – David Simon, Ed Burns (HBO) - Két nő - egy ház – Patricia Rozema, Michael Sucsy (HBO) - Churchill háborúja – Hugh Whitemore (HBO) - A lélek útja – Ross Katz, Michael Strobl (HBO) |

## Műsorvezetők
A gálán az alábbi műsorvezetők működtek közre:
- Tina Fey
- Jon Hamm
- Alyson Hannigan
- Josh Radnor
- Jason Segel
- Cobie Smulders
- Julia Louis-Dreyfus
- Amy Poehler
- Justin Timberlake
- Blake Lively
- Leighton Meester
- Rob Lowe
- Jon Cryer
- Hayden Panettiere
- Tracy Morgan
- Kevin Bacon
- Kyra Sedgwick
- Kate Walsh
- Chandra Wilson
- Patricia Arquette
- Jennifer Love Hewitt
- Alec Baldwin
- Kiefer Sutherland
- Anna Torv
- Kaley Cuoco
- Johnny Galecki
- Jim Parsons
- Jimmy Fallon
- Ricky Gervais
- LL Cool J
- Chris O’Donnell
- David Boreanaz
- Stephen Moyer
- Ellen Burstyn
- Michael J. Fox
- Simon Baker
- Dana Delany
- Bob Newhart
- Sigourney Weaver

## In Memoriam
A gála "in memoriam" szegmense az alábbi elhunyt személyekről emlékezett meg:
- Edie Adams
- Gale Storm
- Van Johnson
- Eartha Kitt
- Neal Hefti
- Patrick McGoohan
- Morton Lachman
- Karl Malden
- James Whitmore
- Sam Cohn
- Henry Gibson
- Bill Melendez
- Pat Hingle
- Paul Benedict
- Bernie Hamilton
- Dom DeLuise
- Dominick Dunne
- Robert Prosky
- Fred Travalena
- Irving R. Levine
- Ron Silver
- Natasha Richardson
- David Carradine
- Nora O'Brien
- Michael Crichton
- Beatrice Arthur
- Ricardo Montalbán
- Ed McMahon
- Army Archerd
- Larry Gelbart
- Paul Newman
- Pierre Cossette
- Michael Jackson
- Patrick Swayze
- Don Hewitt
- Farrah Fawcett
- Walter Cronkite

## Fordítás
- Ez a szócikk részben vagy egészben  a(z)   61th Primetime Emmy Awards című angol Wikipédia-szócikk fordításán alapul.  Az eredeti cikk szerkesztőit annak laptörténete sorolja fel. Ez a jelzés csupán a megfogalmazás eredetét és a szerzői jogokat jelzi, nem szolgál a cikkben szereplő információk forrásmegjelöléseként.